# Evangelische Kirche (Bingenheim)

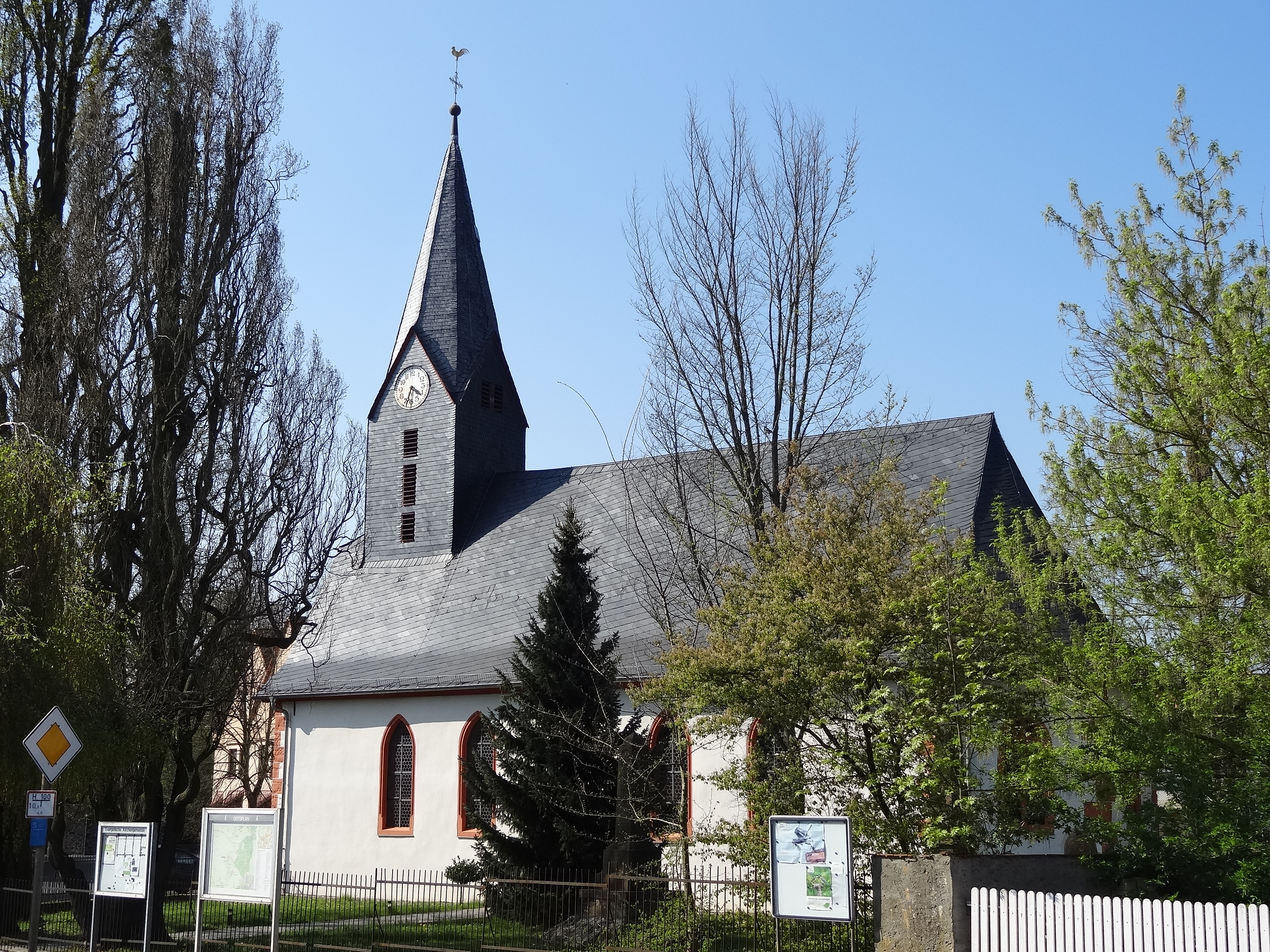
Evangelische Kirche (Bingenheim)

Die Evangelische Kirche Bingenheim ist ein denkmalgeschütztes Kirchengebäude, das in Bingenheim steht, einem Ortsteil der Gemeinde Echzell im Wetteraukreis (Hessen). Die Kirchengemeinde gehört zum Dekanat Büdinger Land in der Propstei Oberhessen der Evangelischen Kirche in Hessen und Nassau.

## Beschreibung
Die dreiseitig geschlossene Saalkirche ist im 13. oder 14. Jahrhundert gebaut worden. Die Maßwerkfenster im östlichen Polygon sind um 1471 eingebaut worden. Aus dem schiefergedeckten Satteldach des Kirchenschiffs erhebt sich im Westen ein quadratischer, mit einem achtseitigen, spitzen Helm bedeckter Dachreiter, der die Turmuhr und hinter den Klangarkaden den Glockenstuhl beherbergt. Die Kirchenglocken wurden 1950 angeschafft, weil ihre Vorgänger im Zweiten Weltkrieg zu Rüstungszwecken abgegeben werden mussten. 
Der Innenraum ist mit einem flachen Tonnengewölbe überspannt, die Sakristei aus dem 14. Jahrhundert mit einem Kreuzrippengewölbe. Zur Kirchenausstattung gehören ein Kruzifix vom Ende des 15. Jahrhunderts und eine 1729 gebaute Kanzel. 1893 wurde eine Orgel mit 12 Registern, zwei Manualen und Pedal von Johann Georg Förster eingebaut.